# Fútbol Club Holguín
El Fútbol Club Holguín és un club cubà de futbol de la ciutat d'Holguín.
Els seus colors són el blau fosc i el blanc.

## Palmarès
- Lliga cubana de futbol:[3]
  - 2006